# Regiony Evropy
Evropa, nejzápadnější část Eurasie, je často dělená na regiony a subregiony na základě geografických, kulturních nebo historických faktorů. Vzhledem k tomu, že neexistuje univerzální dohoda o regionálním rozložení Evropy, zařazení jednotlivých zemí do regionů se může lišit v závislosti na použitých kritériích. Například Balkán je samostatný geografický region v rámci Evropy, ale jednotlivé země lze alternativně seskupit do jižní Evropy, jihovýchodní Evropy nebo méně často východněstřední Evropy.
Regionální příslušnost zemí se může také vyvíjet s časem. Malta byla po staletí považována za ostrov severní Afriky, ale nyní je obecně považována za součást jižní Evropy. Zařazení Kavkazu se od antiky také lišilo a nyní je mnohými považován za zvláštní region v Evropě nebo částečně v Evropě. Grónsko je geograficky součástí Severní Ameriky, ale je politicky a kulturně spojeno se severní Evropou již více než tisíciletí. Z podobných důvodů je několik zemí zařazováno do Evropy, i když se v ní geograficky nenachází. Do této skupiny patří Arménie, Kypr, Grónsko a také zámořská území a regiony Evropské unie.

## Subregiony
Zařazení do regionů podle světových stran je v Evropě velice těžko definovatelné, protože neexistuje jeden obecně přijímaný střed Evropy (mimo jiné) a geografická kritéria dělící kontinent na „východ“ a „západ“ jsou zaměňována s politickým významem, který tato slova nabyla během studené války.
Mezi moderní geografické subregiony Evropy patří:
1. Střední a východní Evropa
  1. Střední Evropa
  2. Východní Evropa
2. Severní Evropa
  1. Severostřední Evropa
  2. Severovýchodní Evropa
  3. Severozápadní Evropa
3. Jižní Evropa
  1. Jihostřední Evropa
  2. Jihovýchodní Evropa
  3. Jihozápadní Evropa
4. Západní Evropa

Poznámka: Neexistuje žádná všeobecně uznávaná definice kontinentálních subregionů. V závislosti na zdroji mohou být některé subregiony, jako je střední Evropa nebo jihovýchodní Evropa, uvedeny jako subregiony první úrovně. Některé nadregionální země, jako je Rumunsko nebo Spojené království, mohou být zahrnuty do více subregionů.
Mezi moderní geopolitické subregiony Evropy patří:
Dvě Evropy
- Stará Evropa a Nová Evropa

Tři Evropy
- Střední Evropa
- Východní Evropa
- Západní Evropa

## Historické dělení
Evropa může být dělena podél spousty historických linií, které normálně odpovídají těm částem, které byly uvnitř nebo vně určitého kulturního fenoménu, říše nebo politické jednotky. Tyto oblasti se v různých dobách lišily, a tak je sporné, které byly součástí nějaké společné historické entity (např. je sporné jestli bylo Německo nebo Británie součástí římské Evropy, protože součástí Říše byly jen částečně a relativně krátce; nebo byly země bývalé komunistické Jugoslávie součástí východního bloku, protože se nepřipojily k Varšavské smlouvě).
- Římská a neřímská Evropa: ty části, které byly uvnitř nebo vně Římské říše.
- Řecká Evropa a latinská Evropa: ty části, které spadaly do východní (Byzantské) a západořímské říše.
- Monoteistická křesťanská a polyteistická pohanská Evropa: země, které ve středověku zachovávaly a nezachovávaly křesťanství.
- Katolicismus a východní pravoslaví v Evropě: ty části na obou stranách Velkého schizmatu.
- Po reformaci: země západního křesťanství (katolické a protestantské církve) a východního křesťanství (východní pravoslavná církev, asyrská církev východu, orientální pravoslavné církve a východní katolické církve)
  - Protestantská a katolická Evropa: ty části, které v podstatě opustily katolickou církev během reformace, kontrastovaly s těmi, které ji neopustily.
- Komunistická Evropa (východní blok), kapitalistická Evropa (západní blok): ty části na obou stranách železné opony a země třetího světa (neutrální a nezapojené během studené války).

## V současnosti

### Ekonomické a politické
- Evropská unie (EU)

Země, které jsou členskými státy politického a ekonomického bloku (27 od roku 2020):
Belgie, Bulharsko, Česko, Dánsko, Estonsko, Finsko, Francie, Chorvatsko, Irsko, Itálie, Kypr, Litva, Lotyšsko, Lucembursko, Maďarsko, Malta, Německo, Nizozemsko, Polsko, Portugalsko, Rakousko, Rumunsko, Řecko, Slovensko, Slovinsko, Španělsko a Švédsko
- Skupina EU Med

Aliance středomořských zemí v rámci EU:
Francie, Chorvatsko, Itálie, Kypr, Malta, Portugalsko, Řecko, Slovinsko a Španělsko
- Eurozóna

Země, které přijaly euro jako svou měnu:
Andorra, Belgie, Estonsko, Finsko, Francie, Chorvatsko, Irsko, Itálie, Kypr, Lotyšsko, Litva, Lucembursko, Malta, Monako, Německo, Nizozemsko, Portugalsko, Rakousko, Řecko, San Marino, Slovensko, Slovinsko, Španělsko a Vatikán
- Evropské sdružení volného obchodu (ESVO)

Organizace volného obchodu, která funguje souběžně s EU a je s ní spojena smlouvami:
Island, Lichtenštejnsko, Norsko a Švýcarsko
- Středoevropská zóna volného obchodu (CEFTA)

Dohoda o volném obchodu mezi nečleny EU:
Albánie, Bosna a Hercegovina, Černá Hora, Kosovo (zastoupené UNMIK), Moldavsko, Severní Makedonie a Srbsko
- Schengenský prostor

Bezhraniční zóna vytvořená Schengenskými dohodami, zahrnující:
Belgie, Česká republika, Dánsko, Estonsko, Finsko, Francie, Chorvatsko, Itálie, Litva, Lotyšsko, Lucembursko, Maďarsko, Malta, Německo, Nizozemsko, Polsko, Portugalsko, Rakousko, Řecko, Slovensko, Slovinsko, Španělsko, Švédsko; Island, Lichtenštejnsko, Norsko a Švýcarsko navíc na základě samostatných dohod plně uplatňují ustanovení schengenského acquis.
- Evropská celní unie

Celní unie všech členských států Evropské unie (EU) a některých sousedních zemí:
Andorra, Belgie, Bulharsko, Česko, Dánsko, Estonsko, Finsko, Francie, Chorvatsko, Irsko, Itálie, Kypr, Litva, Lotyšsko, Lucembursko, Maďarsko, Malta, Monako, Německo, Nizozemsko, Polsko, Portugalsko, Rakousko, Rumunsko, Řecko, San Marino, Slovensko, Slovinsko, Španělsko, Švédsko, Turecko
- Eurasijský ekonomický svaz (EAEU)

Ekonomická unie Arménie, Běloruska, Kazachstánu, Kyrgyzstánu, Ruska. Moldavsko a Uzbekistán mají status pozorovatele.
- Zóna volného obchodu Společenství nezávislých států

Dohoda o volném obchodu mezi členy Společenství nezávislých států:
Arménie, Bělorusko, Kazachstán, Kyrgyzstán, Moldavsko, Rusko a Tádžikistán.
- Organizace černomořské ekonomické spolupráce

Fórum regionální hospodářské spolupráce:
Albánie, Arménie, Ázerbájdžán, Bulharsko, Gruzie, Moldavsko, Rumunsko, Rusko, Řecko, Srbsko, Turecko a Ukrajina.

### Další politické

Členové Východního partnerství (zeleně)

- Rada Evropy

Mezinárodní organizace, jejímž cílem je prosazovat lidská práva, demokracii a právní stát v Evropě a podporovat evropskou kulturu.
Má 46 členských států s přibližně 820 miliony obyvatel.
- Východoevropská skupina

Jedna z pěti regionálních skupin Organizace spojených národů
Albánie, Arménie, Ázerbájdžán, Bělorusko, Bosna a Hercegovina, Bulharsko, Černá Hora, Česko, Estonsko, Gruzie, Chorvatsko, Maďarsko, Moldávie, Litva, Lotyšsko, Severní Makedonie, Polsko, Rumunsko, Rusko, Slovensko, Slovinsko, Srbsko, Ukrajina.
- Východní partnerství a Parlamentní shromáždění Euronest

Skupina bývalých sovětských východoevropských zemí spolupracujících s EU:
Arménie, Ázerbájdžán, Bělorusko, Gruzie, Moldavsko a Ukrajina.
- Evropské země OECD

Evropské země, které jsou součástí OECD:
Belgie, Česko, Dánsko, Estonsko, Finsko, Francie, Island, Irsko, Itálie, Litva, Lotyšsko, Lucembursko, Maďarsko, Německo, Nizozemsko, Norsko, Polsko, Portugalsko, Rakousko, Řecko, Slovensko, Slovinsko, Spojené království, Španělsko, Švédsko, Švýcarsko a Turecko.
- Středoevropská iniciativa

Fórum regionální spolupráce zahrnující:
Albánie, Bělorusko, Bosna a Hercegovina, Bulharsko, Černá Hora, Česko, Chorvatsko, Itálie, Maďarsko, Moldavsko, Polsko, Rakousko, Rumunsko, Severní Makedonie, Slovensko, Slovinsko, Srbsko a Ukrajina.
- Společenství neuznaných států

Skupina bývalých sovětských sporných států ve východní Evropě:
Abcházie, Arcach, Jižní Osetie a Podněstří.
- Organizace pro bezpečnost a spolupráci v Evropě

Největší světová mezivládní organizace zaměřená na bezpečnost s 57 zúčastněnými státy převážně na severní polokouli.
- Visegrádská skupina

Kulturní a politická aliance čtyř středoevropských států založená za účelem prohloubení jejich evropské integrace, jakož i pro rozvoj vzájemné vojenské, hospodářské a energetické spolupráce:
Česko, Maďarsko, Polsko a Slovensko.
- Centrope

Projekt Interreg IIIA na vytvoření nadnárodního regionu ve střední Evropě zahrnujícího čtyři evropské země: Česko, Maďarsko, Rakousko a Slovensko.

### Geografické

#### Poloostrovy
- Apeninský poloostrov (Italský poloostrov)

Apeninský poloostrov se nachází na jihu Evropy a zahrnuje státy Itálie, San Marino a Vatikán.
- Balkánský poloostrov

Balkánský poloostrov se nachází v jihovýchodní Evropě. Následující země a území mají území na Balkáně buď výhradně nebo částečně:
Albánie, Bosna a Hercegovina, Bulharsko, Černá Hora, Chorvatsko (přibližně jižní polovina), Kosovo, Rumunsko (oblast Dobrudža), Řecko, Severní Makedonie, Srbsko, Slovinsko (pobřežní část) a Turecko (Východní Thrákie).
- Fennoskandský poloostrov

Nachází se na severu Evropy. Nachází se zde Finsko, Norsko, Švédsko a části Ruska.
- Pyrenejský poloostrov

Tento poloostrov se nachází v jihozápadní Evropě a zahrnuje Andorru, Gibraltar, Portugalsko, Španělsko a malou část Francie.
- Jutský poloostrov

Dánské Jutsko (hlavní část země s výjimkou ostrovů) a Šlesvicko-Holštýnsko v Německu.
- Skandinávský poloostrov

Nachází se na severu Evropy a zahrnuje Norsko, Švédsko a části Finska.

#### Regionální
- Baltský region

Dánsko, Estonsko, Finsko, Litva, Lotyšsko, Německo, Polsko, Rusko a Švédsko.
- Termín Pobaltské státy obecně platí pro Estonsko, Litvu a Lotyšsko.

- Britské ostrovy

Ostrov Man, Irská republika a Spojené království.
- Karpatské státy

Česko, Maďarsko, Polsko, Rumunsko, Slovensko, Srbsko a Ukrajina.
- Kavkaz

Arménie, Ázerbájdžán, Gruzie a Rusko; také sporná území Abcházie, Arcach a Jižní Osetie.
- Normanské ostrovy

Guernsey a Jersey.
- Nizozemí

Belgie, Lucembursko, Nizozemsko, části Francie a části Německa.
- Benelux: Belgie, Lucembursko a Nizozemsko.

- Severské státy

Dánsko, Finsko, Grónsko, Island, Norsko a Švédsko.
- Skandinávie: Dánsko, Norsko, Švédsko.
- Fennoskandinávie: Finsko, Švédsko, Norsko a Karélie; geologická oblast vymezená Fennoskandským štítem

- Alpské země

Státy, které na jejichž území se nachází Alpy:
Francie, Itálie, Rakousko, Lichtenštejnsko, Německo, Slovinsko, Švýcarsko.
- Podunajské země

Státy, které leží podél řeky Dunaj:
Bulharsko, Chorvatsko, Maďarsko, Moldavsko, Německo, Rakousko, Rumunsko, Slovensko, Srbsko a Ukrajina.
- Balkán

Překrývá se s jihovýchodní Evropou:
Albánie, Bulharsko, Bosna a Hercegovina, Černá Hora, Kosovo, Řecko, Severní Makedonie.
Země, které mají území na Balkáně i mimo něj jsou Chorvatsko, Rumunsko, Slovinsko, Srbsko a Turecko (Východní Thrákie).
- Dinárské Alpy

Albánie, Bosna a Hercegovina, Černá Hora, Chorvatsko, Slovinsko.
Itálie, Kosovo, Srbsko zabírají malou část Dinárských Alp.
- Makaronésie

Řetězec ostrovů v severním Atlantiku.
Azory, Kanárské ostrovy, Madeira; také včetně Kapverd, nezávislého afrického národa.
- Středomořské země

Středomořské národy jsou evropské země ve Středomoří:
Albánie, Bosna a Hercegovina, Černá Hora, Francie, britské území Gibraltar, Chorvatsko, Itálie, Kypr, Malta, Monako, Portugalsko, Řecko, San Marino, Slovinsko, Španělsko, Turecko.
- Jaderský region: Albánie, Bosna a Hercegovina, Černá Hora, Chorvatsko, Itálie, Slovinsko.

- Panonské země

Panonské národy jsou:
Chorvatsko, Maďarsko, Rakousko, Rumunsko, Slovensko, Slovinsko, Srbsko a Ukrajina.
- Černomořský region

Národy Černého moře (ačkoli některé částečně leží v Asii) jsou:
Abcházie (de facto stát), Bulharsko, Gruzie, Rumunsko, Rusko, Turecko a Ukrajina.
- Oblast Kaspického moře

Největší jezero na světě, které tvoří část asijsko-evropské hranice, má na svém břehu pět zemí. Írán a Turkmenistán leží zcela v Asii, zatímco následující země jsou transkontinentální a mají suverenitu nad evropským sektorem Kaspického moře:
Ázerbájdžán, Kazachstán a Rusko.

### Náboženská seskupení
- Katolicismus v Evropě

Země nebo regiony s katolickou většinou zahrnují:
Andorra, Belgie, Česko, Francie, Gibraltar (Spojené království), Chorvatsko, Irsko, Itálie, Litva, části Lotyšska, Lichtenštejnsko, Lucembursko, Maďarsko, Malta, Monako, jižní a západní části Německa, jižní Nizozemsko, Polsko, Portugalsko, Rakousko, San Marino, Slovensko, Slovinsko a Španělsko.
- Východní pravoslaví v Evropě

Většinově ortodoxní země jsou:
Arcach (de facto stát), Arménie, Bělorusko, severní a východní Bosna a Hercegovina, Bulharsko, Černá Hora, Estonsko, Gruzie, Kypr, Moldavsko, Rumunsko, Rusko, Řecko, Severní Makedonie, Srbsko a Ukrajina.
- Protestantismus v Evropě

Většinově protestantské země jsou:
Dánsko, Finsko, Grónsko (Dánsko), Island, části Lotyšska, severní a východní Německo, severní Nizozemsko, Norsko, Spojené království a Švédsko.
- Islám v Evropě

Většinově muslimské země jsou:
Albánie, Ázerbájdžán, Bosna a Hercegovina, Kosovo, Severní Kypr (de facto stát) a Turecko.
- Buddhismus v Evropě

Kalmycko (Rusko) je jedinou oblastí v Evropě, kde je převládajícím náboženstvím buddhismus.

### Lingvistická seskupení
- Baltsky mluvící Evropa
  - Litva, Lotyšsko

- Germánsky mluvící Evropa

- Země Beneluxu: Belgie (Vlámsko), Lucembursko a Nizozemsko
- Britské ostrovy: Irská republika a Spojené království
- Německojazyčné země a území: Německo, Rakousko a Švýcarsko (některé kantony); plus Lichtenštejnsko
- Severské státy: Ålandy (Finsko), Dánsko, Faerské ostrovy (Dánsko), Island, Norsko (včetně Špicberků) a Švédsko

- Keltsky mluvící Evropa

- Bretaň (Francie), Cornwall (Anglie), Ostrov Man (Spojené království), Severní Irsko, Irská republika, Skotsko a Wales.

- Románsky mluvící Evropa (aka latinská Evropa)

- Východorománská oblast: Moldavsko, Rumunsko
- Západorománská oblast: Andorra, Belgie (Valonsko), Francie, Itálie, Monako, Portugalsko, San Marino, Španělsko, Švýcarsko (některé kantony) a Vatikán

Východo a západorománská oblast jsou geograficky odděleny Rakouskem nebo Slovinskem s Maďarskem.
- Slovansky mluvící Evropa

- Severoslovanská oblast 
  - Východoslovanská oblast: Bělorusko, Rusko (včetně Sibiře v Asii) a Ukrajina
  - Západoslovanská oblast: Česko, Polsko a Slovensko

- Jihoslovanská oblast: Bosna a Hercegovina, Bulharsko, Černá Hora, Chorvatsko, Severní Makedonie, Slovinsko a Srbsko (včetně Kosova)

Severoslovanská a jihoslovanská oblast jsou geograficky oddělené některou z těchto tří zemí: Maďarsko, Rakousko, Rumunsko; nebo Černým mořem.

### Další seskupení
- Modrý banán: popisuje koncentraci bohatství/ekonomické produktivity Evropy v pásu ve tvaru banánu táhnoucího se od severozápadní Anglie, Londýna, přes Benelux, východní Francii, západní Německo až po severní Itálii.
- Keltská Evropa
- Evropa občanského zákoníku a Evropa zvykového práva: ty části, které přijaly systém Napoleonského občanského zákoníku, a ty, které si zachovaly systém obecného práva.